# Eria propinqua
Eria propinqua är en orkidéart som beskrevs av Oakes Ames. Eria propinqua ingår i släktet Eria och familjen orkidéer. Inga underarter finns listade i Catalogue of Life.